# Diachus chlorizans
Diachus chlorizans är en skalbaggsart som först beskrevs av Christian Wilhelm Ludwig Eduard Suffrian 1852.  Diachus chlorizans ingår i släktet Diachus och familjen bladbaggar. Inga underarter finns listade i Catalogue of Life.